# イスラエルとイラクの関係
イスラエルとイラクの関係（ヘブライ語: יחסי ישראל–עיראק、アラビア語: العلاقات الإسرائيلية العراقية、英語: Israel–Iraq relations）では、イスラエルとイラクとの関係について記述する。イラクは、イスラエルを承認しておらず、公式な外交関係は一切有していない。イスラエル建国の1948年以降、両国は敵対関係にあり、中東戦争において交戦を繰り返してきた。

## 歴史

### イラク戦争以前
1930年代、イギリスはイラク西部からトランスヨルダン首長国を経て、パレスチナ委任統治領のハイファに至るモスル-ハイファ・オイルパイプラインを建設した。1941年の英イラク戦争時にはイスラエルの独立運動団体イルグンが侵攻に参加した。1948年5月のイスラエル建国宣言直後、イラク軍を含むアラブ軍がパレスチナ領に侵攻し、ハイファへの石油パイプラインは停止し、シリアのトリポリへの支線を通じてパイプラインが迂回させられた。 この戦争後、イラクはアラブ諸国の中で唯一イスラエルと停戦協定を結んでおらず、厳密には両国は1948年以来継続的に戦争状態にある。
イスラエルと国境を接していないにもかかわらず、イラクは中東戦争で重要な役割を果たした。 1967年の六日間戦争では、ヨルダンに駐留していたイラク軍が参戦し、10名の死者を出した。この戦争は、イラクが本格的な攻撃行動を起こす前に終結した。 イラクはヨム・キプール戦争でより重要な役割を果たした。シリア軍が崩壊寸前になったとき、イラクは3万人の兵士と250〜500台の戦車、700台のAPCをシリア戦線に送り込んだのである。シリア、イラク、ヨルダンの連合反撃は、イスラエル軍のシリアへのさらなる進出を阻止したが、イスラエル軍を押し返すことはできなかった。戦争はアラブの敗北に終わり、イスラエル軍はダマスカスから40kmの地点に駐留した。
サダム・フセイン政権時には、イスラエルはイラクを安全保障上の主要な脅威と見なした。1981年、イスラエルはイラクのオシラク原子炉を爆撃した。サダム・フセインが核兵器開発に使用する可能性があるとして、軍事行動を起こしたのである。イラクはイラン・イラク戦争で忙しく、対応しなかった。 イスラエルはイラン・イラク戦争の間、イラクをイランよりも脅威とみなし、イランを秘密裡に支援した。
1991年の湾岸戦争では、イラクは挑発することなく、イスラエルにスカッドミサイルを42発撃ち込み、イスラエルを戦争に巻き込み、アラブ諸国が参加していた米国主導の連合を危うくすることを狙った。米国はイスラエルに戦争に参加しないよう求め、イスラエルは報復しなかった。
イギリスの作家ナイジェル・アシュトンによると、1995年、イスラエルのラビン首相は、ヨルダンのフセイン国王を通じてフセインにメッセージを送り、首相とフセインの会談を要請したという。ラビン首相は、イラクとの和平がイランやシリアを勇気づけるかもしれないと期待していた。11月、ラビンは暗殺され、両政府の接触は途絶えた。 ラビンは、1992年にセイレト・マトカル隊員を使ったフセイン暗殺計画「ブランブル・ブッシュ作戦」を指揮し、失敗した経験がある。
サダム・フセインは、その親パレスチナ的な姿勢からアラブ諸国では広く尊敬されており、パレスチナのゲリラや武装組織をいくつか支援していた。パレスチナの第2次インティファーダの間、イラクは自爆テロを含むパレスチナの殉教者の家族に金銭的支援を行った。

### イラク戦争以降
2003年、米英を中心とした各国連合は、「イラクの自由作戦」と称してフセイン政権を倒した。イスラエルはその連合軍に含まれていなかったが、支援の気配はあった。 ジョン・ケリー氏によれば、ネタニヤフ首相は（私人として）イラク侵略の重要性について深く前向きに発言していたとのことである。 また、イスラエルの情報機関が、イラクの大量破壊兵器開発計画に関する驚くべき報告書をワシントンに提出したことが、『ワシントン・ポスト』紙で報じられた。
これとは逆に、イスラエルは戦争の推進にあまり関与していないとする意見もある。ダグラス・フィース元米国国防次官によれば、イスラエルの高官たちは、米国の高官たちにイラク戦争を始めるよう働きかけはしなかったという。Yネットでのインタビューで、フィースは、「イスラエル人から聞いたのは、イラクとの戦争を擁護する内容ではなかった。」と述べ、「イスラエルの高官から内輪で聞いた話では、彼らはイラクにはあまり関心がなく、イランの方がずっと重要だということだった。」とも述べている。
イラクの前首相イヤード・アッラーウィーは2004年に、イラクはイスラエルと和解することはないだろうと述べた。
2008年7月1日、イスラエルのバラク国防相は、ギリシャで開催された国際社会主義者会議で、イラクのタラバニ大統領と握手し、短い会談を行った。バラクとタラバニは、それぞれの政党、労働党とクルディスタン愛国同盟の代表として会議に出席していた。
イラクのミタル・アル＝アルーシ議員は、2004年と2008年の二度にわたってイスラエルを訪問し、イラク政府の多くから抗議を受けた。彼は、イラクとイスラエルの外交関係や軍事情報の共有化を求めている。
ガザ紛争 (2008年-2009年)の際、イラク政府はイスラエルの攻撃を非難し、次のように述べた。「イラク政府は軍事作戦の停止を要求し、市民の命が不必要に危険にさらされないようにし、国際社会がその責任を尊重し、攻撃を停止するために必要な措置をとることを要求する。」 ダアワ党の首相ヌーリー・マーリキーは、イスラム諸国に対し、イスラエルとの関係を断ち切り、すべての「秘密・公の会談」を終了するよう求めた。 また、イラクのシーア派指導者アリー・スィースターニーは、イスラエルによるガザ攻撃を終わらせるために、アラブ・イスラム諸国が断固とした行動をとるよう呼びかけ、作戦を非難したものの、"言葉だけの支援は、彼らが直面している大きな悲劇を考えると意味がない "と述べている。 2010年のガザ船団襲撃の後、イラク政府高官のカイラル・アル・バスリ議員（ヌーリー・マーリキー前首相のイスラム主義国家法連合会のメンバー）は、この攻撃を非難し、「新しい人道的災害」であり、「人権侵害と国際基準・規範の違反」であると述べた。 2012年7月、イラクのヌーリー・マーリキー首相は、イラクはイスラエルを除くすべての国と国交を樹立すると発言した。
一部のイラク政府関係者やクルド人指導者は、イラク政府がイスラエルに密かに石油を密輸していると非難している。クルド人議員のFarhad al-Atroushiは、イラク政府がヨルダンを経由してイスラエルに石油を密輸していると非難した。この疑惑は、イラクのフサイン・アル・シャリスターニ副首相とヨルダンのラカン・アル・マジャリ情報通信相によって否定された。イラクのヌーリ・アル＝マリキ首相もこの疑惑を否定し、今度はイラク・クルディスタンがイスラエルに石油を密輸していると非難した。.
2017年のクルディスタン独立住民投票以前、イスラエルは世界の主要国の中で唯一、イラク・クルディスタンの独立を支持していた。その後のイラクのクルド人に対する攻勢（キルクーク危機として知られる）では、イラク軍はキルクーク市を含む、ISILとの戦いでクルド人ペシュメルガがイラク・クルディスタンの国境外で獲得した領土を一気に蹂躙した。この短期決戦の間、イスラエルのネタニヤフ首相は、イラクのクルド人がこれ以上挫折しないよう世界の列強に働きかけた。

## 査証
イラクはアラブ連盟のイスラエルに対するボイコットを引き続き強く支持している。イラクのパスポートはイスラエルへの渡航に無効であり、同時にイスラエルのパスポートもイラクへの入国に無効である。イスラエルの法律では、イラクをはじめとする多くのアラブ・イスラム諸国は「敵国」に指定されており、イスラエル国民はイスラエル内務省が発行する特別許可証がなければ訪問することができない。